# Ахмеровский (лес)
Ахмеровский — лиственный лесной массив в России, расположен в Ишимбайском районе Башкортостана в 21 км к северо-востоку от города Ишимбая и в 18 км к востоку от города Стерлитамака.

## Описание
Расположен к юго-западу от горы Присновская и представляет собой прямоугольный участок длиной до 5 км и шириной до 4 км. Площадь Ахмеровского леса около 15 км². Лесной массив расположен на высоте от 180 до 310 метров над уровнем моря.

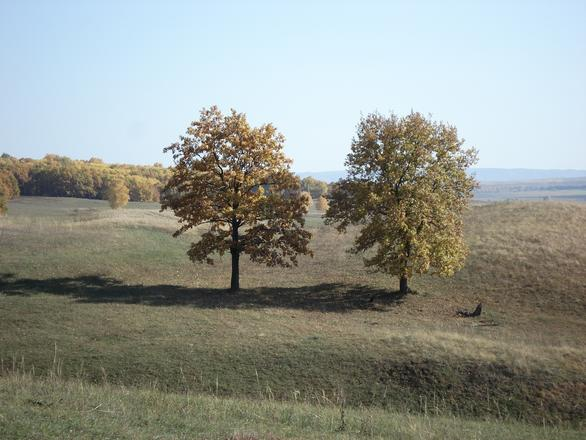
На опушке Ахмеровского леса

На западной окраине леса берёт начало ручей Каменка, приток Селеука. У южной окраины Ахмеровского леса протекает река Алабердыбаш (приток Бердышлы), которая разделяет Ахмеровский и Барский леса. На юго-западной окраине лес огибает река Бердышла. С восточной окраины лес огибает река Кияук (приток Зигана), которая берёт начало на восточной границе лесного массива. В центральной части лесного массива находится высочайшая точка Ахмеровского леса (высота от 320 до 340 м). В южной части лесного массива, на высоте 279,5 метра над уровнем моря, располагается геодезический пункт.
С севера лес обходит автодорога Р316 (Стерлитамак — Магнитогорск), проходящая вблизи селения Ахмерово, расположенного на западной окраине лесного массива. Через лес проходит линия электропередачи и грунтовая дорога Ахмерово — Петровское.
В Ахмеровском лесу произрастают лиственные деревья дуб и липа. Древостой лесного массива по данным на 1983 год представлял собой деревья средней высотой 17 м и толщиной 20 см. Лесной массив разбит просеками на 9 секторов. Вдоль южной части леса произрастает луг, вдоль северной встречается редколесье.
В 1805 году лес относился к Стерлитамакскому уезду Оренбургской губернии и на его восточной окраине располагался поташной завод.

## Топографические карты
Лист карты N-40-89. Масштаб: 1 : 100 000. Состояние местности на 1983 год. Издание 1985 г.